# 曾盈富
曾盈富（1969年9月11日—），台灣黑道成員，綽號「曾鐵霸」或「曾鐵豹」，台灣台北市人，為天道盟第五任盟主、天道盟太陽會第五任會長，是歷任天道盟最年輕的盟主，受外界關注。2000年間在「大胖勇」蘇倫養擔任太陽會長期間成立太陽會捍衛隊，並且為太陽會「虎牌殺手」的負責人，曾經直接或間接涉及多起暴力、槍擊、槍殺等傷害事件與命案，造成社會治安動蕩不安。2019年間由天道盟太陽會創會會長吳桐潭的推舉，繼任天道盟盟主一職，並將帶領天道盟轉型，未來不再有各會之分，一律以天道盟稱呼，展現其整合天道盟的野心。

## 經歷
曾盈富出身於台北「崁頂」角頭團體，早年以「阿富」的綽號出道，並且跟隨綽號「臭甫」的崁頂角頭經營賭場。在1992年間因涉及恐嚇及槍砲案件於台北監獄入獄期間，結識了同在監獄裡的天道盟發起人之一的太陽會會長吳桐潭，自此拜入吳桐潭門下。因為曾盈富行事作風剽悍，而被吳桐潭取綽號為「鐵豹」，因為「豹」與「霸」的台語發音相同，往後在江湖上便以「鐵霸」自居。
1994年吳桐潭出獄後，與時任第二任太陽會會長的「庫洛」施春成（現名為施萬浤）形成新舊派系鬥爭。隨後在1996年「治平專案」全國大掃黑期間，吳桐潭與施春成分別躲避至中國大陸福州及上海等地。2000年4月間，施春成在上海市將太陽會會長之職交棒給予手下「當利」閻當利，並被擁立為「新太陽會」領袖，此舉造成吳桐潭的不滿，不承認閻當利的繼任地位。吳桐潭於同年6月間，在柬埔寨金邊市自任為太陽會總會長，並宣佈由手下「大胖勇」蘇倫養為新任會長，因而被外界視為是「舊太陽會」，自此太陽會正式一分為二。
2001年間，吳桐潭為了鞏固自己的派系勢力，從太陽會內部挑選十名精英成員，並將所挑選之成員送往柬埔寨進行專業軍事訓練，訓練成為專業殺手，主要為了制裁新太陽會派系以及捍衛吳桐潭的派系勢力。吳桐潭賦予這群專業殺手寫有虎字稱之為「虎牌」的銀牌，代表其江湖的身份地位，而被外界稱呼為「虎牌殺手」。「鐵霸」曾盈富為這群精英殺手的負責人，並同時擔任太陽會捍衛隊隊長，與親弟「太保」曾盈進、「飛龍」陳長齡、「小鄧」鄧永燃、「東港」何木生等人，合稱為「五虎」。組織再擴大之後，這群殺手便被稱為「第一代虎」。翌年2002年間相繼成立「第二代虎」及「第三代虎」，殺手成員至少高達22人。
2001年到2002年間，發生多起與新太陽會有關的命案，包含會長「當利」閻當利在內前後有九人遭到槍殺，當時在江湖盛傳這些命案幾乎都是曾盈富在幕後操盤搖控「第一代虎」的殺手所為，也因此台灣情治單位對於曾盈富展開監控及緝捕行動。
直到2002年底，台灣警方實行俗稱「后羿專案」針對太陽會的全面掃黑行動，逮捕了以曾盈富為首的「第一代虎」、「第二代虎」以及「第三代虎」等太陽會殺手，以及舊太陽前會長吳桐潭、現任會長蘇倫養等數十名幹部相繼遭到逮捕落網，太陽會勢力遭受警方重擊逐漸瓦解。曾盈富也因涉擊多起命案，一度遭臺灣基隆地方法院檢察署求處死刑，最終入獄八年於2010年間假釋出獄。
2011年間，天道盟第三任盟主「瘋濟公」蕭澤宏退位，由前太陽會會長「庫洛」施萬浤繼位擔任第四任盟主，此次盟主更迭也被外界視為吳桐潭、蕭澤宏、施萬浤等人互有默契並且已經化解恩怨，成功整合了太陽會。出獄後的曾盈富也在整合後的太陽會裡，晉升擔任台北分會會長，並再於2016年間接下太陽會第五任會長。
2019年2月，實際上幕後掌權天道盟的前盟主「瘋濟公」蕭澤宏因病去世，天道盟各大老原推舉吳桐潭出面接任新盟主，但吳桐潭以年事已高為由，改為推舉「鐵霸」曾盈富上位。並在同月16日籌辦蕭澤宏治喪委員會，由曾盈富擔任治喪委員會主任委員，接任天道盟第五任盟主，成為天道盟成立以來最年輕的盟主。

## 爭議
曾盈富於2000年間擔任太陽會捍衛隊隊長，以及相繼成立「虎牌殺手」之後，涉及多起槍擊案件。2001年至2002年，與新舊太陽會之爭有關的新太陽會成員「徐明德槍殺案」、新竹三環幫幫主「賴增財槍殺案」、同心會成員「蕭英旭槍擊案」、新太陽會會長「閻當利槍殺案」、桃園角頭新太陽會成員「呂學義槍殺案」、太陽會元老的司機「張誡麟槍殺案」、新太陽會成員「溫欽煌槍擊案」、台北市議員「陳進棋槍殺案」等多起暴力槍擊、槍殺等刑事案件，被台灣情治單位認定與「鐵霸」曾盈富有直接或間接關係，並且皆為虎牌殺手所為。
2010年間，曾盈富因覬覦大台北地區都更整合蘊含的龐大利潤，於新北市成立「德億豪企業有限公司」，於台北市士林區、大安區、大同區和新北市新莊區等地向建商勒索保護費並且強包工程，以合法公司名義作為掩護進行多起暴力、恐嚇、傷害、勒索等犯罪。